# Якуб Юсеф ал-Атики
Якуб Юсеф ал-Атики (на арабски: يعقوب يوسف العتيقى) е кувейтски дипломат и писател.

## Биография
Якуб Юсеф aл-Атики е роден в Кувейт на 10 октомври 1958 г. През 1987 г. завършва бакалавърска степен по административни науки в Каирския университет (Египет), а по-късно и Програмата за Кувейт по международна дипломация през новия век към Харвардския университет (САЩ). През юни 2007 г. придобива магистърска степен по езици и култури в Близкия Изток от Букурещкия университет (Румъния).
През 1978 г. започва работа като аташе в администрацията на първия заместник-министър в Министерството на външните работи на Кувейт. Назначаван е на различни постове в Обединените арабски емирства, Иран, Сирия, Ливан, Тайланд. По-късно е посланик в Румъния (2006 – 2009) и Шри Ланка (2009 – 2015).
От 20 октомври 2015 г. става акредитиран за извънреден и пълномощен посланик на Кувейт в България.